# International Finno-Ugric Students’ Conference
De International Finno-Ugric Students’ Conference (IFUSCO) is een jaarlijkse conferentie voor studenten Finoegristiek. Het wordt gehouden in een stad waar een universiteit staat waaraan Finoegristiek gestudeerd kan worden.

## Doel
Het doel van IFUSCO is om studenten Finoegristiek met elkaar in contact te brengen en van elkaar te laten leren. Het was in eerste instantie een kleine bijeenkomst die vooral diende als forum en als manier voor studenten om informatie uit te wisselen. Het eerste IFUSCO had 26 deelnemers uit Nederland (Groningen) en de Bondsrepubliek Duitsland (Göttingen, Hamburg). Inmiddels is IFUSCO uitgegroeid tot een conferentie van formaat waar lezingen worden gegeven door en voor studenten. Aan het 29ste IFUSCO namen ongeveer 230 studenten deel uit acht verschillende Europese landen, waaronder Nederland, Hongarije, Finland en Duitsland, en uit Finoegrische gebieden in Rusland, zoals Mari El, Karelië, en Oedmoertië. Er zijn toen 86 lezingen gegeven in acht verschillende categorieën, waaronder ecologie en economie, literatuur en etnografie Deelnemers aan de conferentie hoeven zelf niet tot een Finoegrisch volk te behoren, iedereen die Finoegristiek studeert mag deelnemen.

## Geschiedenis
IFUSCO is 1984 in Göttingen in het leven geroepen door studenten Finoegristiek aldaar, om het contact tussen studenten Finoegristiek te bevorderen. Sindsdien zijn er 29 IFUSCO’s geweest. In 2001 was er geen IFUSCO. Hieronder een lijst met locaties en data:

## Conferenties
1. Göttingen 25-27 mei 1984[1]
2. Hamburg 1985[4]
3. Groningen 1986[5]
4. Boedapest 24-28 mei 1987[6]
5. Helsinki 22-26 mei 1988[7]
6. Wenen 14-18 mei 1989[8]
7. Tartu 1990[9]
8. Greifswald 19-23 mei 1991[10]
9. München 1992[11]
10. Praag 1993[12]
11. Poznań 1994[11]
12. Szeged 1995[12]
13. Hamburg 24-28 april 1996[13]
14. Turku 20-24 mei 1997[14]
15. Pécs 20-25 mei 1998[15]
16. Syktyvkar 10-14 mei 1999[16]
17. Tallinn 3-7 augustus 2000[17]
18. Helsinki 11-15 september 2002[18]
19. Syktyvkar 24-26 september 2003[19]
20. Boedapest 3-8 mei 2004[20]
21. Izjevsk 12-15 mei 2005
22. Josjkar-Ola 12-15 mei 2006[21]
23. Saransk 15-19 mei 2007[22]
24. Helsinki 14-18 mei 2008[23]
25. Petroskoi 14-16 mei 2009[24]
26. Koedymkar 14-16 mei 2010[25]
27. Boedapest 9-11 mei 2011[26]
28. Tartu 8-11 mei 2012[27]
29. Syktyvkar 6-8 mei 2013[28]
30. Göttingen 2014[29]
31. Pécs: April 16–19, 2015
32. Helsinki: 15–18 september 2016
33. Warschau: 18-22 september 2017
34. Tartu: 2-5 mei 2018

## IFUSCO in Nederland
IFUSCO is één keer in Nederland gehouden, in Groningen in 1986. Aangezien de afdeling Finoegristiek aan de Rijksuniversiteit Groningen in 2014 werd opgeheven, zal deze IFUSCO waarschijnlijk de enige IFUSCO blijven die ooit in Nederland is gehouden.